# Кушин, Григорий Васильевич
Григорий Васильевич Кушин (род. 1904 год, Москва, Российская империя, ум. 1980 год, Москва, РСФСР, СССР) — советский конькобежец, 3-кратный чемпион СССР на отдельных дистанциях, 4-кратный призёр чемпионата СССР в абсолютном зачёте. Заслуженный мастер спорта СССР (1939), тренер. Выступал за ВФСО «Динамо» (Москва).

## Биография
Григорий родился в Москве, где с раннего детства уже катался на коньках-снегурках, привязанных к валенкам. Его первый старт состоялся ещё в 1916 году на катке Общества физического воспитания (стадион общества «Красное знамя»), расположенном недалеко от Новодевичьего монастыря. Тогда 12-летний Гриша вместе с друзьями наблюдал за соревнованиями, а когда окончились забеги, им предложили бежать наперегонки. Набралось около 30-ти человек. Григорий стартовал в середине группы, но к финишу пришёл третьим. 
Летом он много играл в футбол, плавал в Москве-реке, занимался греблей. Зимой, едва только первый снежок покроет ровным слоем, бегал на коньках по Садовому кольцу. Ежедневно после школы Кушин появлялся на Зубовском бульваре, и начинались соревнования настоящих скороходов, а он с ребятами тоже устраивали себе круг по дорожкам Смоленского бульвара. Юный Гриша сильно увлекался и игрой в русский хоккей на своих фигурных коньках, купленных вместо "снегурков" в 1919 году. В хоккей играли обычно днём, а вечером тренировались конькобежцы. 
Из конькобежцев ему больше всех нравился бег чемпиона Европы Василия Ипполитова, но на фигурных коньках никак не мог научиться достигать такой скорости. Однажды ему знакомый теннисист дал ему покататься на своих беговых коньках, после чего Григорий почувствовал себя настоящим конькобежцем. Вскоре его старшая сестра подарила ему настоящие беговые коньки. На этих коньках молодой скороход и начал совершенствовать свою технику, вскоре став одним из сильнейших стайеров СССР. В 1921 году он был включён в розыгрыш первенства страны и занял третьи места в забегах на 5000 и 10 000 метров.
В 1923 году он дебютировал на I чемпионате СССР в классическом многоборье и сразу занял 4-е место и в течение двух лет участвовал в разных региональных и городских соревнованиях. В 1926 году в составе сборной страны красноармеец Григорий Кушин впервые в жизни выехал за границу, в Норвегию, где на дистанции 10 000 метров ему не было равных. Даже его партнёр, бежавший с ним в паре Яков Мельников отстал от него на пол круга. Норвежские зрители прозвали Григория "Русской жемчужиной". В том году он выиграл и чемпионат Москвы.
Три года подряд с 1927 по 1929 года он становился серебряным призёром на Спартакиаде рабочих, проходившей в норвежском Осло. В 1927 году завоевал "серебро" на чемпионате СССР в классическом многоборье, а в 1928 году поднялся на 3-е место в абсолютном зачёте на чемпионате СССР и взял "золото" в забеге на 5000 метров. В 1932 году вновь стал серебряным призёром на чемпионате страны. После 1932 года он не поднимался на чемпионатах выше 4-го места, однако в 1938 году финишировал на 2-м месте в многоборье и завоевал золотую медаль в беге на 5000 метров.
В 1940 году завершил карьеру спортсмена, но снова участвовал в розыгрыше первенства СССР 1941 года, и в стайерском беге снова показал хорошие результаты: 5000 м - 8:49,40 сек. и 10.000 - 18:45,40 сек.

## Тренерская карьера
С 1938 года Кушин тренировал в секции «Юного динамовца». Он набрал группу, среди которых был будущий заслуженный мастер спорта и тренер Николай Мамонов, Цветков, Воробьев, Хатунцев, его дочка Галина Кушина и многие другие. Он также был наставником и тренером в академической гребле у будущей чемпионки СССР Марии Иоселевской. Григорий Васильевич скончался в возрасте 76 лет в Москве.

## Награды
- 30 апреля 1957 года - Кавалер ордена «Знак Почёта»[7].